# Stephanodes polynemoides
Stephanodes polynemoides är en stekelart som först beskrevs av Yoshimoto 1990.  Stephanodes polynemoides ingår i släktet Stephanodes och familjen dvärgsteklar. Inga underarter finns listade i Catalogue of Life.